# Chennai
|  | Per a altres significats, vegeu «Chennai (desambiguació)». |

Txennai o Chennai (en tàmil சென்னை), anteriorment Madràs, és una ciutat i corporació municipal de l'Índia, capital del districte de Chennai i de l'estat de Tamil Nadu i la quarta àrea metropolitana més gran del país. Està situada a la costa de Coromandel, al golf de Bengala. La seva població, segons el cens del 2011, era de 4.681.087 persones, cosa que el qualifica com una de les ciutats més grans del món. Fou la tercera ciutat de l'Índia Britànica després de Calcuta (Kolkata) i Bombai (Mumbai).

## Toponímia

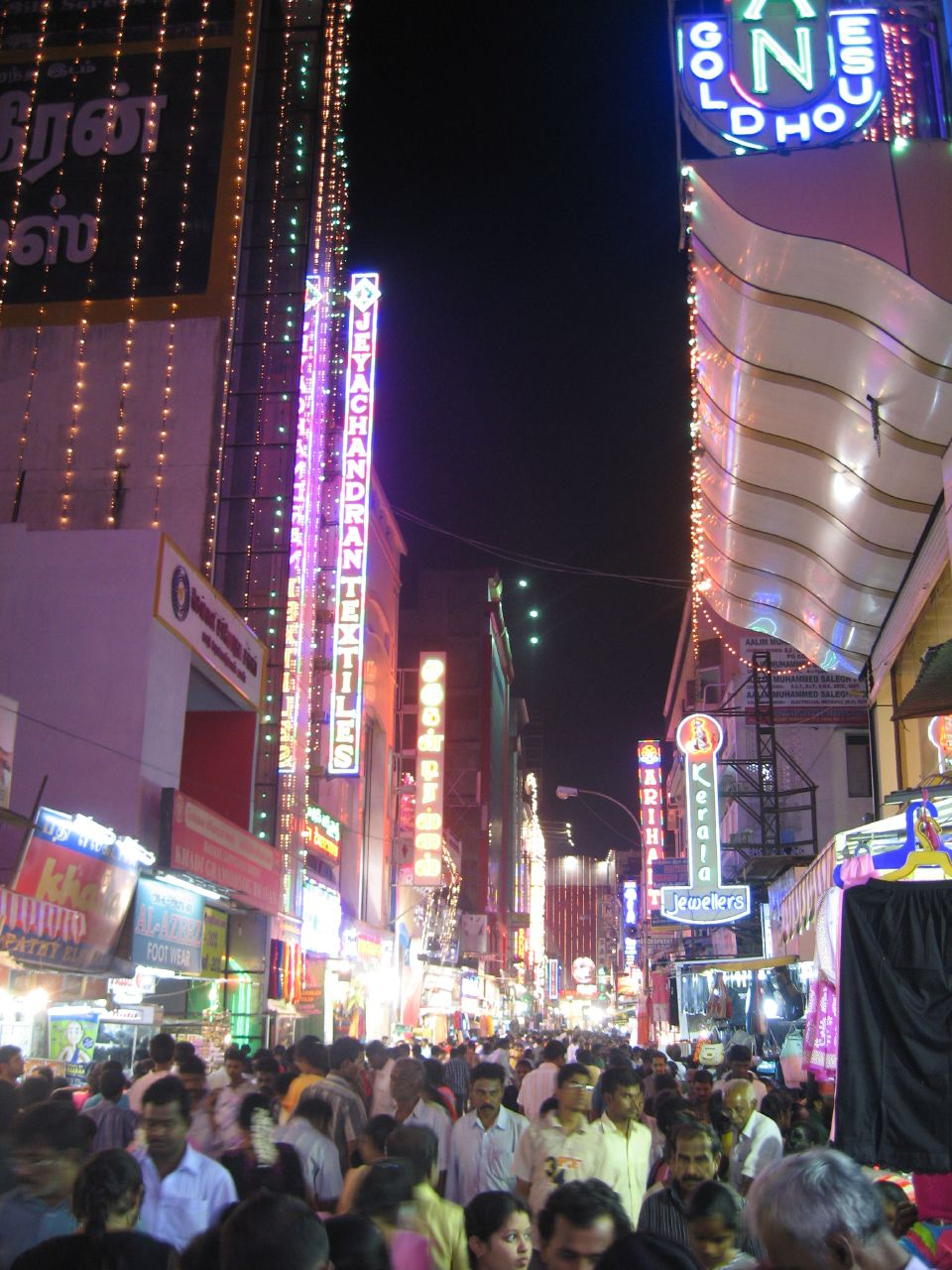
Carrer Ranganathan a T. Nagar

El nom Madras fou un abreujament de Madraspatam o Madraspattinam, un poble de pescadors al nord de Fort Saint George, que al seu torn podria derivar del portuguès Madre de Deus o de Madeiros o Madera (del nom d'una família portuguesa). Els portuguesos van construir el 1575 una església dedicada a la Mare de Déu a Chennai, anomenada per ells com São Thome de Meliapur, però és possible que fos un nom anterior als europeus. Chennai és un abreujament de Chennappapattinam, el nom de la ciutat que va créixer entorn de Fort Saint George. Madraspattinam i Chennapattinam es van unir al segle xvii i els anglesos van anomenar a la població unida com Madraspattinam o més aviat Madras. El nom fou canviat oficialment a Chennai el 1996.

## Monuments i llocs d'interès turístic

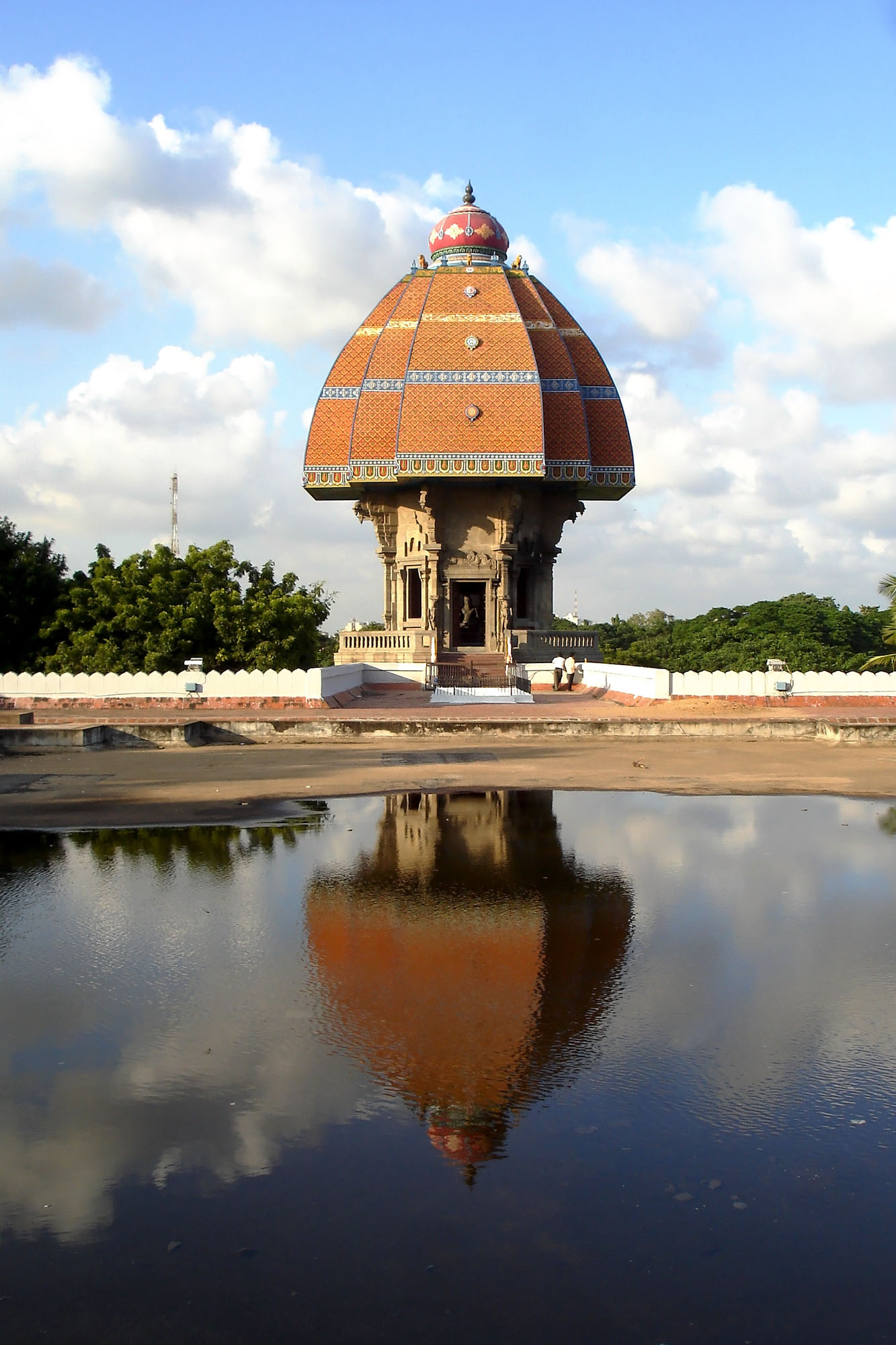
Valluvar Kottam

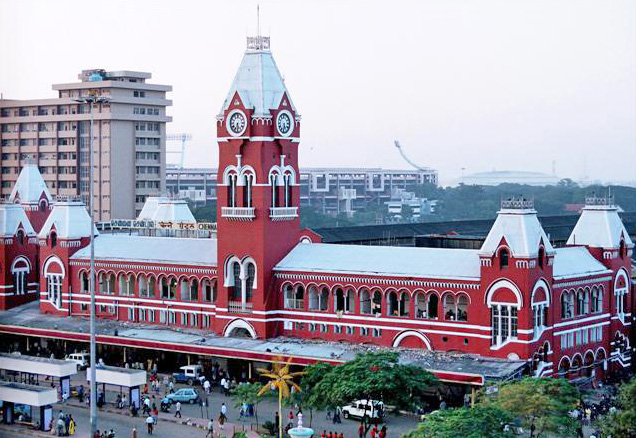
Chennai Central Station

- Fort Saint George avui Assemblea legislativa de l'estat
- Cort Suprema de Madras acabada el 1892
- Estadi de criquet de Chepauk
- George Town
- Museu del govern, fundat el 1851 i acabat el 1896
- Senat de la Universitat
- Col·legi d'Enginyers
- Àrea residèncial de Tiruvallikeni (Triplicane)
- Àrea residpencial de Mylapore
- Estació central de 1873
- Estació d'Egmore
- Estació de Royapuram (de 1856)
- Quarter general de la India Southern Railway (1922)
- Auditori de Valluvar Kottam (1976)
- Edifici Ripon (1913) avui seu de la Corporació de Chennai
- Col·legi de la Presidència (1840)
- Monument de la Guerra
- Vivekanandar Illam
- Museu Teatre
- Temple Ramakrishna Math
- Raj Bhavan (residència del governador a Guindy
- Monuments dedicats a Gandhi
- Monument a C. Rajagopalachari (primer governador indi)
- Monument a Kamaraj, antic ministre principal
- Monument a Bhaktavatsalam, antic ministre principal
- Monument als màrtirs
- Catedral de Sant Andreu coneguda com a "the Kirk"
- Església de Mont Sant Tomàs

## Govern i administració

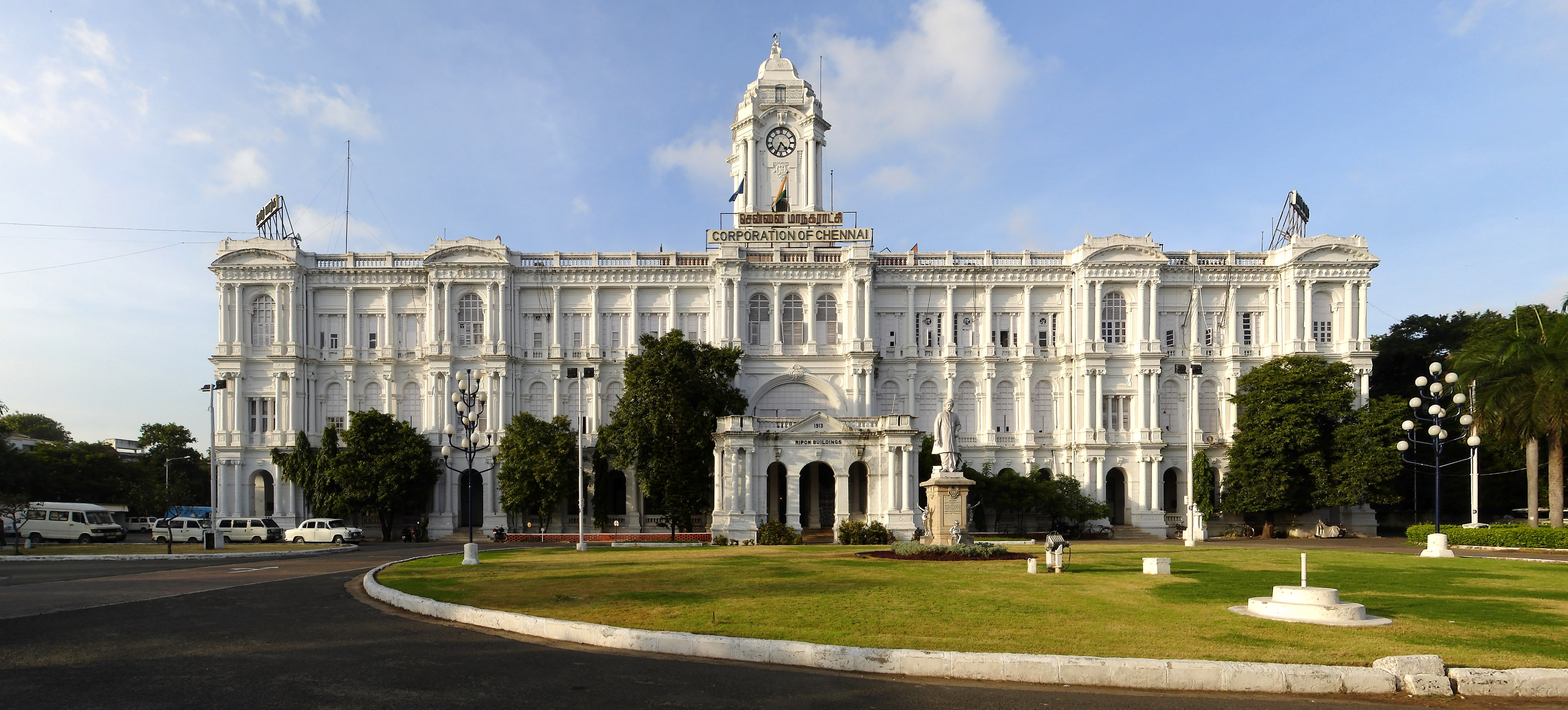
Corporació municipal.

La ciutat sota els britànics tenia un triple govern: el govern provincial, el govern municipal i el govern del districte; aquest darrer estava sota el col·lector (antigament anomenat el Client de la Terra nom que va canviar el 1870 a col·lector) i tenia atribucions fiscals, de duanes, marítimes, protecció d'emigrants i superintendència de segells i documents. La justícia s'administrava separadament a la resta de la presidència sota uns jutges especials.
A la corporació municipal corresponia l'administració interna dirigida per un president nomenat pel governador, ajudat per un enginyer, un oficial sanitari, i un oficial recaptador tots nomenats pel governador. El primer govern municipal fou establert el 1687 a iniciativa del governador de la companyia Josiah Child, quan es va establir la primera corporació amb dotze regidors i 60 ciutadans (i un secretari); el jurament es va produir el 29 de setembre de 1688. El govern municipal no fou aprovat pel parlament fins al 1792.
La policia es va establir inicialment sota un Pedda Naik (gran mosso) amb autoritat fora del fort. El nombre va augmentar fins a 150 mossos. Fou reorganitzada completament el 1858 i posada sota autoritat de William Robinson (després Sir) el primer inspector general; el 1904 la formaven un comissari, un subcomissari, dos ajudants de comissari, 16 inspectors i 1321 subordinats dels quals 4 a cavall i 44 polícies marítims; hi havia 22 estacions de policia.
Modernament Chennai està governada per la Corporació Municipal de Chennai, la més antiga de l'Índia i de la Commonwealth fora d'Anglaterra, i la formen 155 consellers que representen a 155 seccions (wards). Els consellers elegeixen l'alcalde (major) entre ells. L'àrea d'autoritat de la corporació és de 176 km² però està pendent una extensió a 800 km² que ha d'aprovar el govern de Tamil Nadu que apujaria la població de quatre milions i mig a uns vuit milions. La ciutat té una superfície de 176 km i l'àrea metropolitana de 1.189 km².
A Chennai hi ha la seu del govern de l'estat, el parlament (al Fort Saint George), la cort suprema (amb jurisdicció sobre Pondicherry) i altres institucions.

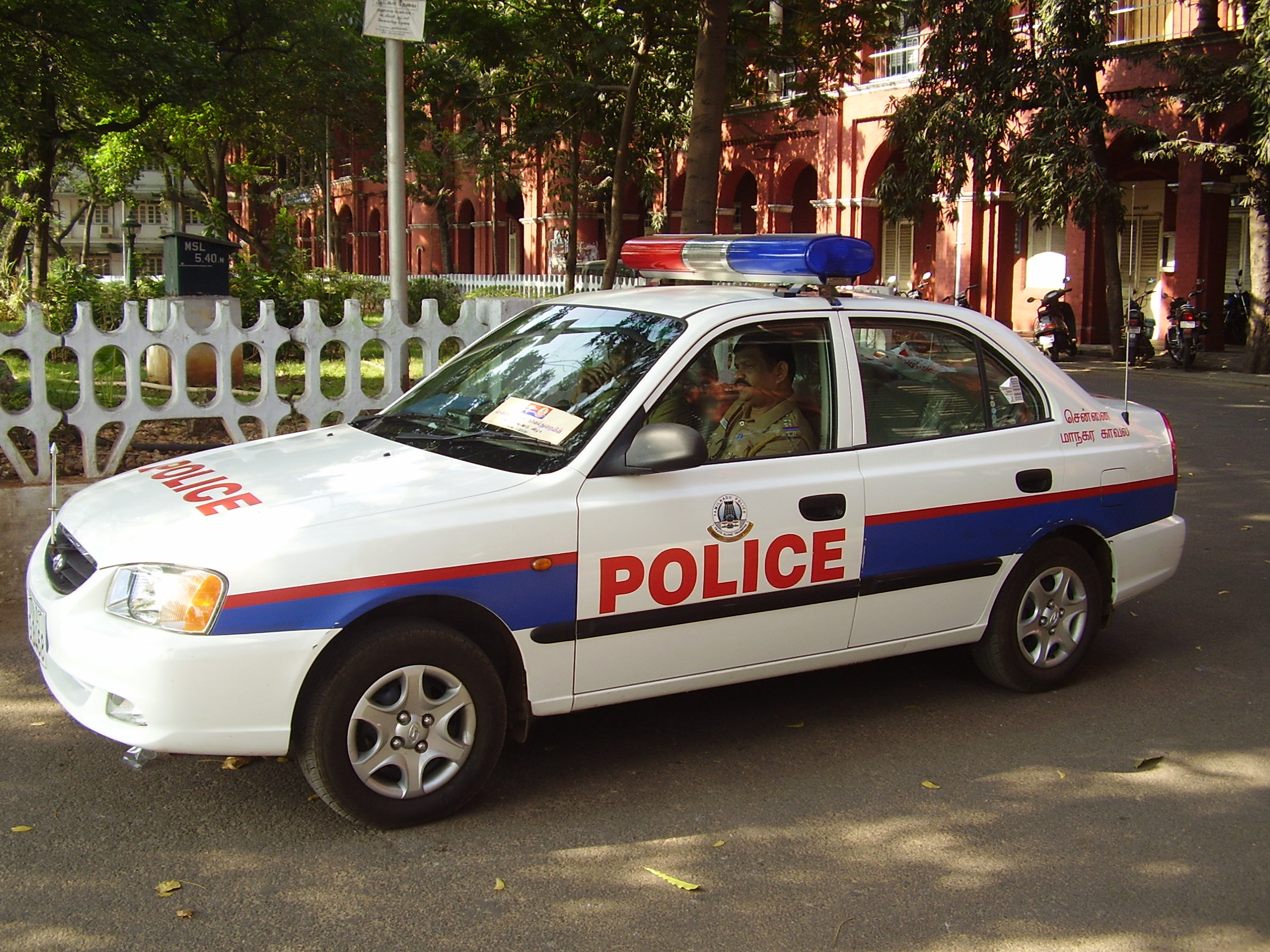
Patrulla de la Chennai Metropolitan Police

L'Àrea Metropolitana de Chennai cobreix el districte de Chenai i àrees dels districtes veïns de Kanchipuram i Tiruvallur. Els grans suburbis estan governats per consells municipals i els petits per consells de vila (panchayats). La Chennai Metropolitan Development Authority (Autoritat Metropolitana de Desenvolupament de Chennai, coneguda per les sigles CMDA) exerceix jurisdicció sobre la ciutat i les ciutats satel·lits com Mahabalipuram al sud, Chengalpattu i Maraimalai Nagar al sud-oest, i Kanchipuram, Sriperumpudur, Tiruvallur i Arakkonam] a l'oest.
El departament de policia del Chennai exercix autoritat policial sobre la ciutat dirigida per un comissionat de policia sota autoritat del ministre de l'Interior de l'estat; està format per 36 subdivisions amb 121 estacions. Hi ha una policia de tràfic (Chennai City Traffic Police, CCTP) i una policia metropolitana. La policia del Gran Chennai té autoritat sobre els suburbis i àrees fora del districte sota autoritat de les autoritats policials dels districtes de Kanchipuram i Thiruvallur.
La Corporació de Chennai facilita els serveis a la ciutat i els suburbis; la recollida d'escombraries la fa en part per mitjà d'una empresa privada anomenada Neel Metal Fanalica Environment Management, i en part per serveis propis anomenats Chennai Corporation. Els serveis d'aigua i clavegueres el fa la corporació a través de la Chennai Metropolitan Water Supply and Sewage Board, CMWSSB. L'electricitat correspon a una companyia de l'estat, la Tamil Nadu Electricity Board. Hi ha també serveis de telèfon, televisió, comunicacions, Internet, i altres en mans de companyies privades.

## Demografia

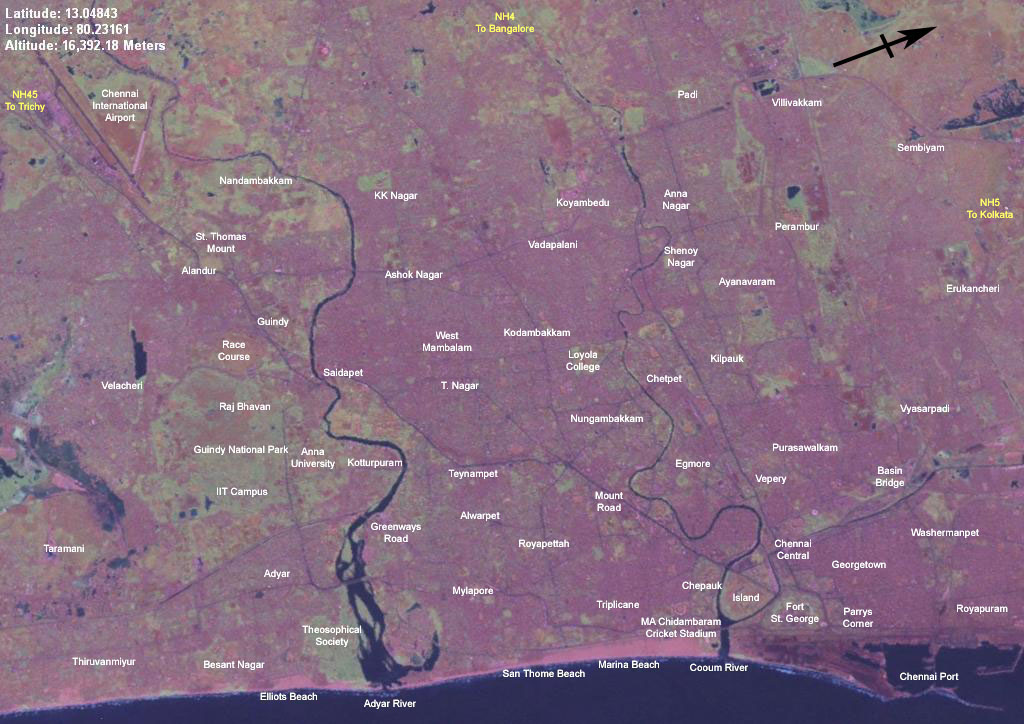
Chennai a la costa

L'evolució de la població de la ciutat ha estat la següent:
- 1871: 367.552
- 1881: 405.848
- 1891: 452.518
- 1901: 509.346
- 1911: 518.660
- 1921: 526.000
- 1931: 645.000
- 1941: 776.000
- 1951: 1.416.056
- 1961: 1.729.141
- 1971: 2.420.000
- 1981: 3.266.034
- 1991: 3.841.398
- 2001: 4.216.268

En grafia catalana, un habitant s'anomena txenaïta (en plural, txennaïtes). En grafia anglesa, és Chennaite, (pl. Chennaites), i en grafia francesa, chennaïte (pl. chennaïtes).

## Clima
Chennai té un clima tropical amb poca oscil·lació anual de la temperatura i amb una estació seca, de gener a juny i una altra d'humida de juliol a desembre. En general fa una calor humida, xafogor, especialment el maig i juny. Les principals dades són:
| Temperatures i precipitacions mitjanes de Chennai, Índia | Temperatures i precipitacions mitjanes de Chennai, Índia | Temperatures i precipitacions mitjanes de Chennai, Índia | Temperatures i precipitacions mitjanes de Chennai, Índia | Temperatures i precipitacions mitjanes de Chennai, Índia | Temperatures i precipitacions mitjanes de Chennai, Índia | Temperatures i precipitacions mitjanes de Chennai, Índia | Temperatures i precipitacions mitjanes de Chennai, Índia | Temperatures i precipitacions mitjanes de Chennai, Índia | Temperatures i precipitacions mitjanes de Chennai, Índia | Temperatures i precipitacions mitjanes de Chennai, Índia | Temperatures i precipitacions mitjanes de Chennai, Índia | Temperatures i precipitacions mitjanes de Chennai, Índia | Temperatures i precipitacions mitjanes de Chennai, Índia |
| Mes                                                      | Gen                                                      | Feb                                                      | Mar                                                      | Abr                                                      | Mai                                                      | Jun                                                      | Jul                                                      | Ago                                                      | Set                                                      | Oct                                                      | Nov                                                      | Des                                                      | Any                                                      |
| -------------------------------------------------------- | -------------------------------------------------------- | -------------------------------------------------------- | -------------------------------------------------------- | -------------------------------------------------------- | -------------------------------------------------------- | -------------------------------------------------------- | -------------------------------------------------------- | -------------------------------------------------------- | -------------------------------------------------------- | -------------------------------------------------------- | -------------------------------------------------------- | -------------------------------------------------------- | -------------------------------------------------------- |
| Mitjana més altes °C (°F)                                | 28 (83.12)                                               | 30 (85.82)                                               | 32 (89.42)                                               | 34 (92.48)                                               | 36 (97.52)                                               | 37 (97.88)                                               | 35 (94.46)                                               | 34 (93.02)                                               | 34 (92.3)                                                | 31 (88.52)                                               | 29 (84.56)                                               | 28 (82.58)                                               | 32 (90,14)                                               |
| Mitjana més baixes °C (°F)                               | 21 (69.08)                                               | 21 (70.16)                                               | 23 (73.58)                                               | 26 (78.62)                                               | 28 (81.68)                                               | 27 (80.96)                                               | 26 (78.62)                                               | 25 (77.54)                                               | 25 (77.54)                                               | 24 (75.74)                                               | 23 (73.04)                                               | 22 (70.88)                                               | 24 (75,62)                                               |
| Precipitació mm (inches)                                 | 16.2 (0.64)                                              | 3.7 (0.15)                                               | 3.0 (0.12)                                               | 13.6 (0.54)                                              | 48.9 (1.93)                                              | 53.7 (2.11)                                              | 97.8 (3.85)                                              | 149.7 (5.89)                                             | 109.1 (4.3)                                              | 282.7 (11.13)                                            | 350.3 (13.79)                                            | 138.2 (5.44)                                             | 1.266,9 (49,88)                                          |
| Font: Indian Meteorological Department 2009-01-25        |                                                          |                                                          |                                                          |                                                          |                                                          |                                                          |                                                          |                                                          |                                                          |                                                          |                                                          |                                                          |                                                          |

## Llengua i religió
La majoria de la població actual parla el tàmil, amb grups rellevants de parlants del telugu i del malayalam. Els hinduistes formen el 81,2% de la població, els musulmans el 9,3%, els cristians el 7,6% i els jainistes l'1,05%.

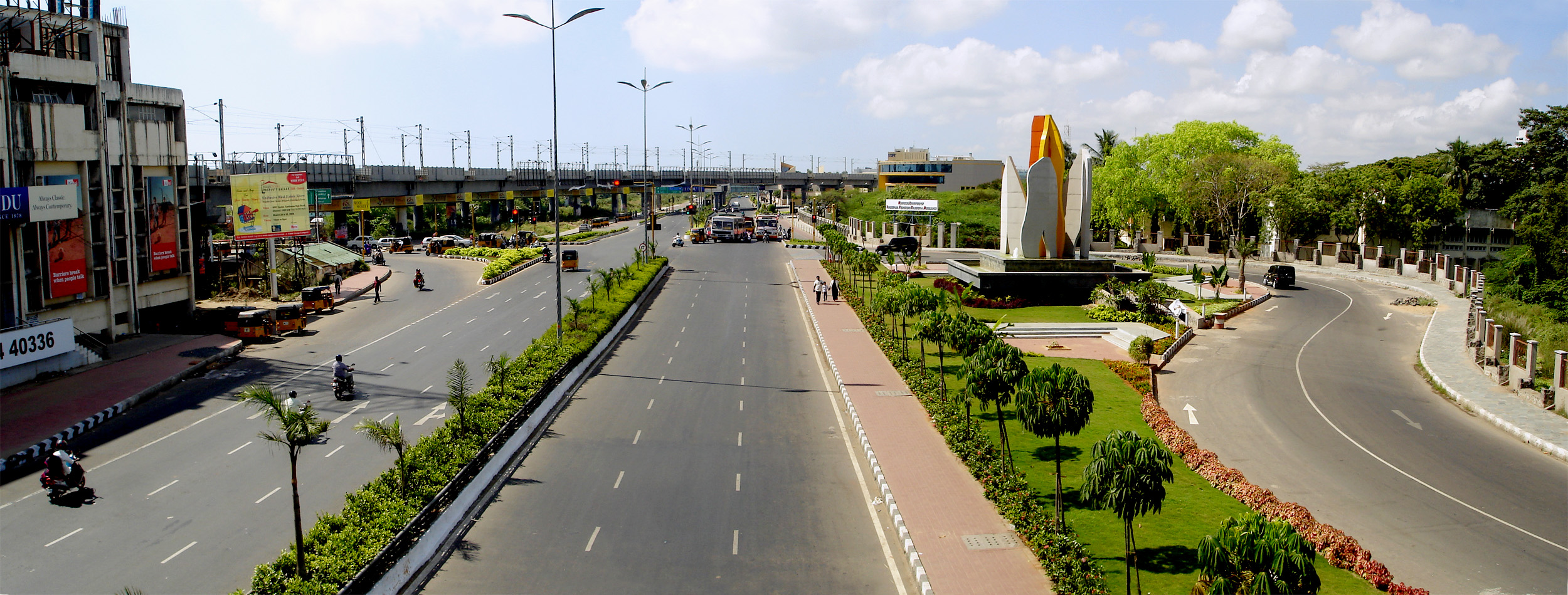
Autopista

## Ports, aeroports, ferrocarrils

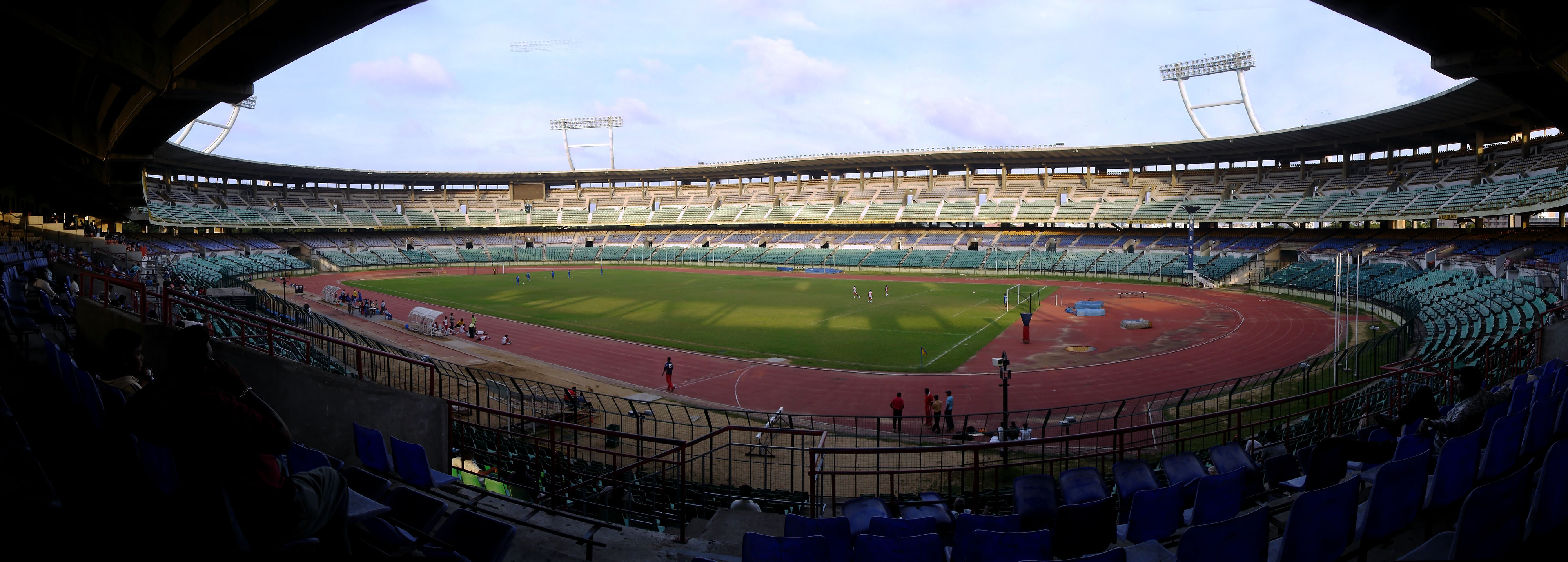
Estadi Jawaharlal Nehru

Chennai té un aeroport internacional amb terminal internacional (Anna) i nacional (Kamaraj).
El port de Chennai és artificial i disposa també del port d'Ennore.
És quarter general de la India Southern Railway amb terminal a l'estació central de Chennai que queda unida a les principals ciutats.

## Transports
La Metropolitan Transport Corporation MTC, administra un ampli sistema de comunicació a la ciutat amb 3257 autobusos i 622 recorreguts i amb 4,35 milions de viatgers al dia.
El Metro de Chennai és el metro de la ciutat de Chennai, capital de Tamil Nadu, a l'Índia. Té dues línies que donen servei a 32 estacions en gairebé 45,1 km de xarxa, inclosos 36 km sota terra i la resta per viaducte. La primera línia ("línia blava") es va inaugurar el juny del 2015 després de 6 anys de treballs i la segona línia ("línia verda") va entrar en servei el 2016. Les dues línies es van ampliar en diverses etapes entre 2016 i 2019. Es preveu tres línies noves que sumen aproximadament 119 quilòmetres i donen servei a 126 estacions.

## Agermanaments
| País         | Ciutat              | Estat / Regió        | Des de |
| ------------ | ------------------- | -------------------- | ------ |
| Estats Units | San Antonio (Texas) | Texas                | 2007   |
| Alemanya     | Frankfurt           | Hessen               | 2005   |
| Egipte       | El Caire            | Governació del Caire | 2000   |
| Estats Units | Denver              | Colorado             | 1984   |
| Rússia       | Volgograd           | Oblast de Volgograd  | 1966   |

## Història
El 1523 els portuguesos van establir una factoria anomenada São Thome per sant Tomàs apòstol que segons la tradició havia predicat a l'Índia vers el 50-70. El 1612 la Companyia Holandesa de les Índies Orientals es va establir a Pulicat, una mica al nord de São Thome.
La ciutat fou fundada el 1639-1640. A causa de les males relacions amb els oficials del sultà de Golconda a la factoria de Masulipatam la seu central britànica al Coromandel, el 22 d'agost de 1639 el nayak de Chingleput o Chengalpat (de Vandavasi), Venkatapathy, feudatari del raja de Chandragiri, continuador de l'imperi de Vijayanagar, va cedir a canvi de diners el territori de Madraspatam (agost de 1639) als britànics dirigits per Francis Day, cap de la factoria d'Armagon (depenent de la de Masulipatam que estava situada més al nord) amb permís per a construir-hi una fortalesa. Ja abans de l'autorització de l'agent de la companyia a la costa de Coromandel, Andrew Cogan, es van iniciar les obres; l'autorització va arribar el març de 1640, i el nom que se li va donar fou el de Fort Saint George, pel patró d'Anglaterra. L'establiment, separat del fort, fou anomenat Chennappapattanam segons sembla en honor de Chenappa, el pare del nayak però els natius van donar aquest nom també al poble (Madraspatam). Els portuguesos de São Thome de Meliapur van convidar els anglesos a establir-se a la seva factoria, pero Day va preferir una posició independent. A la tardor del 1640 unes 300 o 400 famílies atretes per l'exempció d'impostos per 30 anys, es van establir al costat del fort, la construcció del qual es va acabar en la primera fase poc després. El 1641 va ser declarada capital de les possessions de la Companyia Britànica de les Índies Orientals a la costa de Coromandel, i el 1653 fou declarada independent de la presidència de Bantam; el 1658 Bantam i les factories de Bengala foren posades sota autoritat de Fort Saint George.

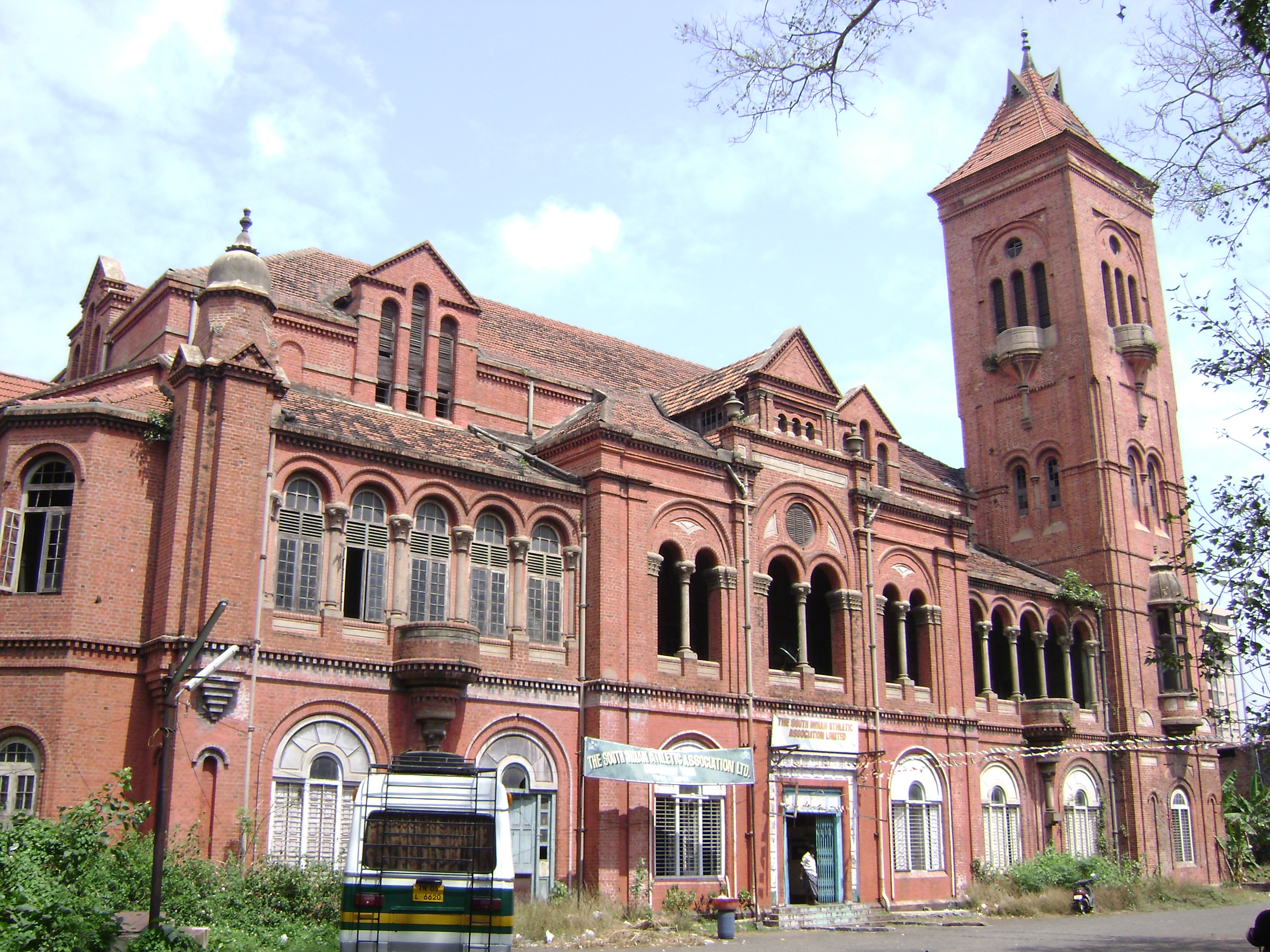
Victoria Public Hall

El 1672 els francesos es van apoderar de São Thome de Meliapur i van fortificar Triplicane. En foren expulsats pels holandesos el 1674; el 1687 Aurangzeb va amenaçar la zona. Fort Saint George va obtenir autoritat sobre Tondiarpet, Purasavakam i Egmore el 1693.
El 1702 el general Daud Khan, al servei d'Aurangzeb va assetjar São Thome de Meliapur; Fort Saint George va obtenir autoritat sobre Veysarpadi, Nangambaukam, Tiruvottiyur i Ennore el 1708. El 1739 foren els marathes els que estaven a la vora del fort. Els anglesos ampliaven i reforçaven la fortalesa, però la companyia no gastava prou diners i el fort continuava sent una posició dèbil.
El 1741 va esclatar la guerra amb França; el 1742 els britànics van estendre l'autoritat a Vepery, Perambur i Pudupakam. El 1746 els francesos sota el general Bertrand-François Mahé de La Bourdonnais, governador de Maurici, van ocupar la fortalesa i factoria; el governador Nicholas Morse i els principals mercaders foren portats a Pondicherry. La capital de Coromandel es va traslladar a Fort Saint David que ho va ser fins al 1749 (quan fou retornat als britànics pel tractat d'Aix-la-Chapelle signat el 18 d'octubre de 1748), i de fet fins al 1752. Els britànics com a seguretat van ocupar l'establiment portuguès de São Thome de Meliapur el 21 d'octubre de 1749 per evitar que fos ocupat pels francesos, i també alguns altres territoris a l'entorn.
La fortalesa fou reforçada, i quan la guerra es va reprendre i els francesos van ocupar Fort Saint David i altres establiments el 1758, el Fort Saint George va poder resistir els atacs de Lally (14 de desembre de 1758 a 16 de febrer de 1759). L'aparició d'una flota anglesa va obligar Lally a retirar-se. El fort fou restaurat i en part reconstruït després de 1763 durant uns quants anys. Les successives adquisicions, especialment les de 1742 i 1749 foren confirmades pels mogols el 1765. Després del 1749 únicament Haidar Ali el 1769 i el 1780 va amenaçar el fort i l'establiment, però sense arribar a atacar-lo.
Sota els britànics la ciutat va quedar constituïda per 20 divisions. Els principals barris europeus eren Egmore, Chetpat, Kilpauk, Nangambaukam, Teynampet i Adyar River. La població va augmentar ràpidament (a finals del segle xix més del 12% d'increment anual). La població era hindú en gran majoria amb un 11,3% de musulmans, i un 0,8 de cristians. La llengua principal era el tàmil, però prop d'un 20% de la població parlava telugu.
Durant la I Guerra Mundial fou l'única ciutat de l'Índia atacada per les potències centrals, quan un creuer alemany va bombardejar un dipòsit de gasolina el 22 de setembre de 1914
Madras fou capital de la província i estat de Madras (1947, 1950) reanomenat Tamil Nadu el 1969. Va ser el nucli d'una gran agitació el 1965 durant la revolta popular contra la imposició de l'hindi com a llengua de tota l'Índia.

## Ciclons
Ha estat afectada per diversos ciclons, dels quals destaquen els de 1687 (que va durar cinc dies), 1721, 1746, 1782, 1811, 1818, 1820, 1836, 1843, 1846, maig de 1872 (greu), i el tsunami del 2004.